# Gustaf af Geijerstam

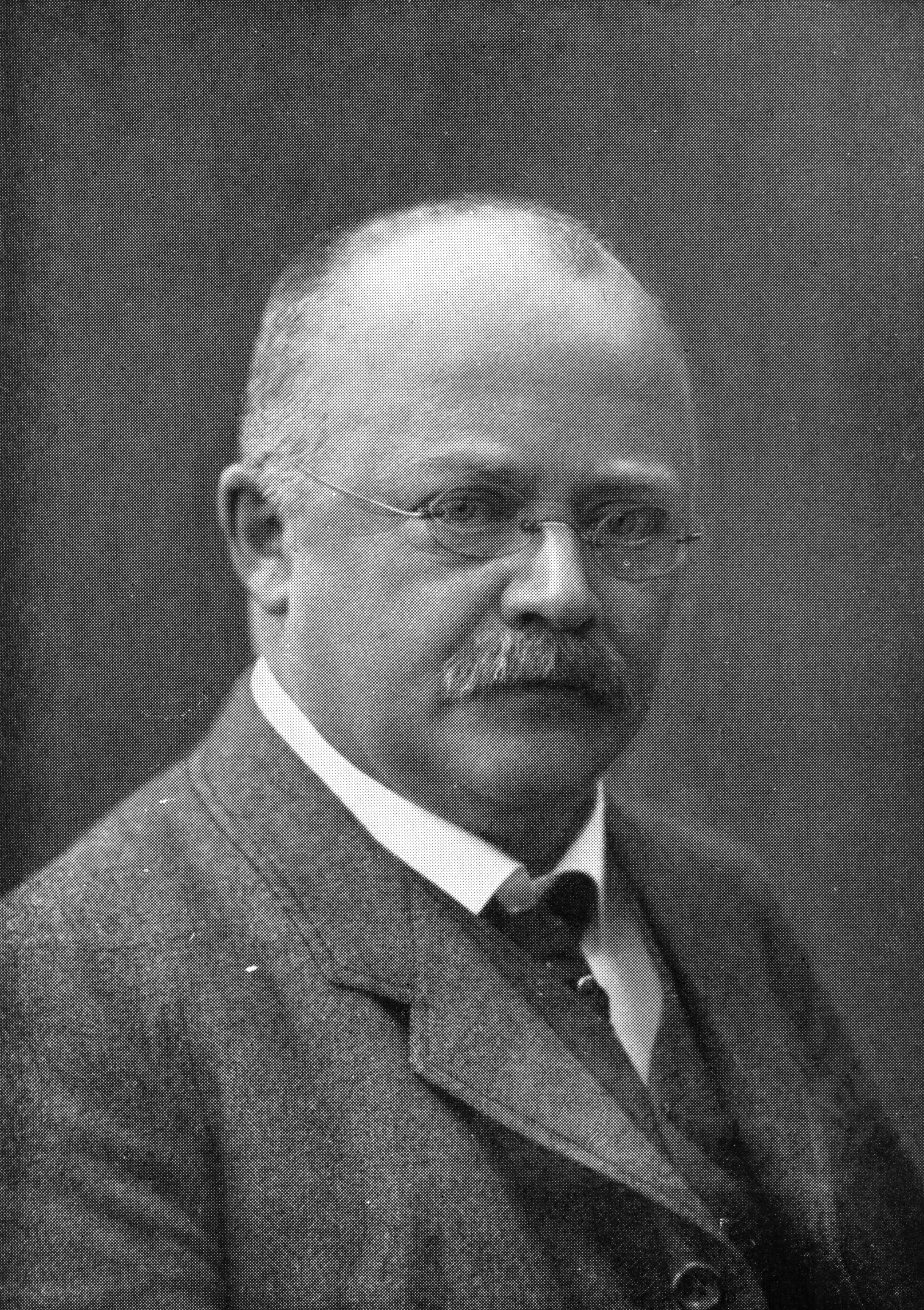
Gustaf af Geijerstam

Gustaf af Geijerstam (* 5. Januar 1858 in Heds; † 6. März 1909 in Stockholm) war ein schwedischer Schriftsteller und Vertreter des schwedischen Naturalismus.

## Leben
Geijerstam stammte aus einer wohlhabenden Familie; sein Vater besaß ein Eisenwerk. Er studierte an der Universität Uppsala und wirkte anschließend als Journalist, später auch als Verlagsleiter in Stockholm. Gustaf af Geijerstam starb im Alter von 51 Jahren am 6. März 1909 in Stockholm.

## Werk
Zusammen mit dem späteren Literaturkritiker Oscar Levertin, den er bereits während des Studiums kennenlernte, war Geijerstam ein wichtiges Mitglied der literarischen Vereinigung Det unga Sverige (dt. Das junge Schweden). Als solches wandte sich Geijerstam, beeinflusst von August Strindberg, gegen die konservativen Strömungen gerade in der Literatur.
In seinem literarischen Schaffen thematisierte Geijerstam oft Probleme zwischen einfachem Landleben und beginnender Industrialisierung.

## Werke (Auswahl)
- Arme Leute (1884)
- Die Erzählungen des Landrats (1890)
- Komödie der Ehe (1900)
- Pastor Hallin (1911)
- Meine Jungen (1897)
- Glückliche Menschen (1899)
- Wald und See (1905)
- Alte Biefe (1906)
- Frauenmacht
- Thora
- Das Buch vom Brüderchen